# باولو هندل
باولو هندل (بالإيطالية: Paolo Hendel)‏ هو ممثل إيطالي، ولد في 2 يناير 1952 بفلورنسا في إيطاليا.

## وصلات خارجية
- باولو هندل على موقع IMDb (الإنجليزية)
- باولو هندل على موقع ألو سيني (الفرنسية)
- باولو هندل على موقع أول موفي (الإنجليزية)
- باولو هندل على موقع قاعدة بيانات الأفلام السويدية (السويدية)
- باولو هندل على موقع قاعدة بيانات الفيلم (الإنجليزية)
- باولو هندل على موقع كينوبويسك (الروسية)